# Shikarpur
Shikarpur (Sindhi شِڪارَپُور, Urdu شِکارپُور) ist der Verwaltungssitz des Distrikts Shikarpur in der Provinz Sindh in Pakistan. Die Stadt liegt 29 km westlich des Indus und ist über Straße und Schiene mit Sukkur (32 km südöstlich), Jacobabad und Larkana verbunden.

## Geschichte
Shikarpur war ein historisches Handelszentrum, das 1617 entlang einer Karawanenroute gegründet wurde. Die smaragdgrüne Stadt wurde aufgrund ihrer strategischen Lage zum Sitz von Kultur und Handel mit politischer und wirtschaftlicher Bedeutung. Es gehörte zwischen 1843 und 1947 zum britischen Weltreich. Den Status als Gemeinde erhielt sie 1855. Nach der Unabhängigkeit Pakistans wanderten die Hindus der Minderheit nach Indien aus (wenn auch nicht alle), während sich die muslimischen Flüchtlinge aus Indien ebenfalls in Shikarpur niederließen.

## Bevölkerungsentwicklung
| Zensusjahr | Einwohnerzahl |
| ---------- | ------------- |
| 1972       | 70.924        |
| 1981       | 88.138        |
| 1998       | 134.883       |
| 2017       | 195.437       |

## Wirtschaft
In Shikarpur werden unter anderem Waren aus Messing und anderen Metallen, Baumwolltücher, Teppiche und Stickereien hergestellt. Der große Basar (bedeckt von der Sommerhitze) ist zwischen der Türkei und Südasien berühmt. Das Gebiet um Shikarpur ist ein Hauptgebiet für den Reisanbau, andere Kulturen sind Weizen, Zuckerrohr und Baumwolle. Schafe und Ziegen werden gezüchtet.

## Galerie

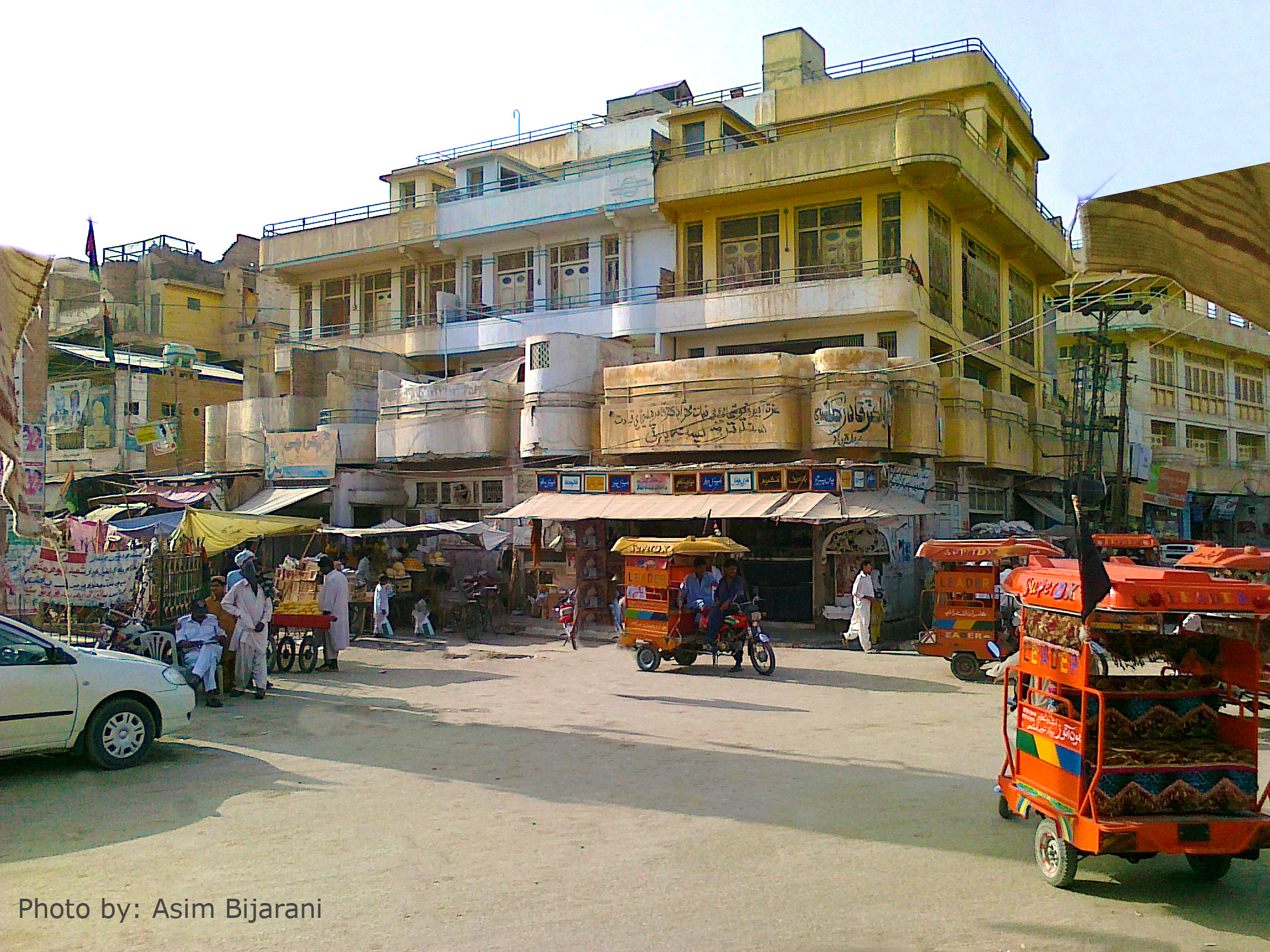
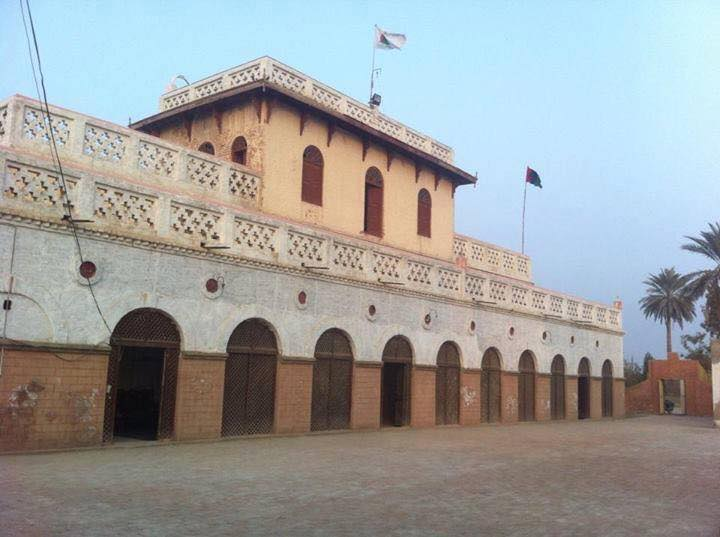